# Franciscaines missionnaires de l'Immaculée
Les Franciscaines missionnaires de l'Immaculée (en latin : Congregatio sororum Franciscalium missionariarum ab Immaculata) sont une congrégation religieuse féminine enseignante et missionnaire de droit pontifical. 

## Historique
À la suite d'une profanation du Saint Sacrement qui a lieu le 4 mai 1897 à Riobamba, Rose Cornejo Pazmiño (1874-1964) et deux autres compagnes décident de fonder une congrégation religieuse en réparation de cet acte et pour se mettre au service des pauvres. La congrégation est fondée le 4 juin 1897 au couvent de San Diego de Quito. Elles font leur profession religieuse le 5 juin 1902 où Rose prend le nom de Marie Françoise des plaies du Christ,.
L'institut est agrégé à l'ordre des frères mineurs le 10 janvier 1913 et obtient le décret de louange le 12 avril 1962,.

## Activités et diffusion
Les sœurs se consacrent à l'enseignement, à l'aide aux pauvres et aux marginalisés, aux missions et aux retraites spirituelles. 
Elles sont présentes en: 
- Amérique : Équateur, Chili, Colombie, Mexique, Pérou, Venezuela.
- Europe : Italie.

La maison-mère est à Quito.
En 2017, la congrégation comptait 238 sœurs dans 45 maisons.